# Madison Beer
Madison Elle Beer (Jericho, Nueva York; 5 de marzo de 1999) es una cantautora, productora, modelo y escritora estadounidense. Comenzó a publicar sus propias versiones de canciones virales en YouTube a principios del 2012 y obtuvo una cobertura mediática sustancial cuando Justin Bieber publicó un enlace a una de sus versiones. 
En 2018, lanzó su EP debut, «As She Pleases». El proyecto fue apoyado por los sencillos «Dead» y «Home with You», ambos certificados con disco de oro por la Recording Industry Association of America (RIAA). Al año siguiente, firmó con Epic Records, y luego lanzó su álbum de estudio debut, «Life Support» en 2021. El álbum fue apoyado por varios sencillos, incluido «Selfish», que ganó fuerza en la aplicación para compartir medios TikTok, lo que llevó a la certificación con disco de oro del sencillo por parte de la RIAA.
Además de su trabajo en solitario, prestó su voz al personaje virtual Evelynn en la banda virtual K/DA de League of Legends. Como miembro del grupo, ha lanzado los sencillos «Pop/Stars» (2018) y «More» (2020) de las listas internacionales. También ha aparecido en series de televisión como Todrick (2015) y RuPaul's Drag Race (2020), y en la película Louder Than Words (2013).

## Biografía
Madison Elle Beer nació en Jericho, Nueva York, en el seno de una familia judía el 5 de marzo de 1999. Su padre Robert Beer es un desarrollador de bienes raíces, y su madre Tracie, trabajó como diseñadora de interiores antes de dejar eso de lado para ayudar a navegar la carrera de Madison. Tiene un hermano menor llamado Ryder. Beer apareció en la portada de la revista Child después de ganar un concurso de modelos a los cuatro años. Cuando tenía unos seis o siete años, fue abusada sexualmente por alguien que la rodeaba con frecuencia. Sus padres se divorciaron cuando ella tenía siete años. Celebró su bat mitzvah en 2012.

## Carrera artística

### 2012-2017: Inicios musicales

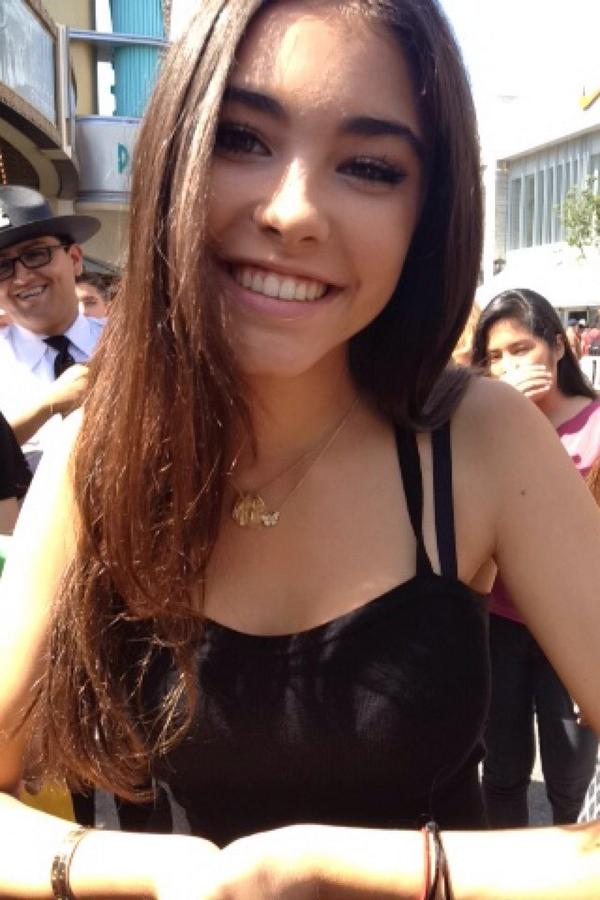
Beer en septiembre de 2014.

Beer comenzó a publicar videos en YouTube de ella cantando versiones de canciones populares a principios de 2012. Llamaron la atención de Justin Bieber, quien tuiteó un enlace a su versión de «At Last» de Etta James a sus seguidores. Esto hizo que Beer se convirtiera en tendencia mundial en Twitter y obtuviera una cobertura mediática sustancial. Bieber contrató a Beer personalmente para el sello discográfico con el que firmó, Island Records, y en ese momento ella era manejada por el manager de Bieber, Scooter Braun.
Beer se asoció con Monster High y grabó un tema musical para la franquicia titulado «We Are Monster High». En febrero de 2013, Cody Simpson relanzó su canción «Valentine» con Beer, que se escuchó en Radio Disney, pero nunca se lanzó oficialmente. El 12 de septiembre de 2013, Beer lanzó su primer sencillo y video musical llamado «Melodies», que fue escrito por Peter Kelleher, Ben Kohn, Thomas Barnes e Ina Wroldsen. El video contó con una aparición especial de Bieber.
Beer comenzó a trabajar en su álbum debut, que estaba programado para tener influencias de pop y R&B, afirmando que «habrá canciones lentas, canciones tristes, canciones felices, canciones sobre chicos y canciones sobre ser quien eres. Me estoy asegurando de que estoy contenta con todas las canciones, porque si no estoy contenta con ellas, no puedo esperar que nadie más lo esté, ¿sabes?». Se cree que el álbum fue desechado.
«Unbreakable» fue el segundo sencillo lanzado por Beer. La canción fue lanzada el 17 de junio de 2014 y fue escrita por Jessica Ashley, Evan Bogart, Heather Jeanette Miley, Matt Schwartz, Emanuel Kiriakou y Andrew Goldstein y fue producida por los dos últimos. El 16 de febrero de 2015, se anunció que Beer iba a hacer una colaboración en un nuevo sencillo de DJ Mako titulado «I Won't Let You Walk Away». La canción fue lanzada para descarga digital el 24 de febrero de 2015, junto con un video musical. La canción alcanzó el número 43 en Hot Dance/Electronic Songs, el número 33 en Dance/Electronic Digital Songs y el número 19 en las listas de Dance/Mix Show Airplay en los Estados Unidos. El 24 de septiembre de 2015, Beer lanzó «All For Love» con el dúo estadounidense Jack & Jack y compuesta por Chloe Angelides, Matt Beckley, Jeff Halavacs, Jack Johnson y Gamal Lewis.
Desfiló en la pasarela del desfile Otoño 2017 de Dolce & Gabbana en la Semana de la Moda de Milán.«Dead» fue lanzado como el sencillo principal del EP As She Pleases el 19 de mayo de 2017. El video musical fue lanzado más tarde el 3 de agosto de 2017. Beer luego lanzó «Say It to My Face» como el segundo sencillo del EP el 3 de noviembre de 2017. El video musical fue lanzado el 15 de noviembre de 2017.

### 2018-presente:As She Pleases,Life SupportySilence Between Songs

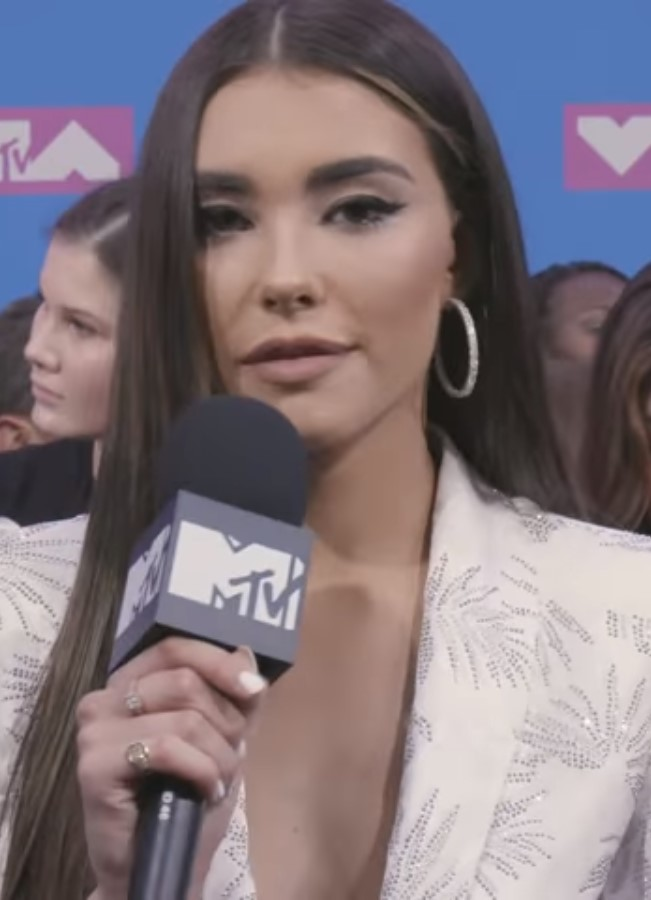
Beer en los MTV Video Music Awards en 2018.

Beer grabó su EP debut, titulado As She Pleases, durante un período de tres años. Fue lanzado el 2 de febrero de 2018. El 10 de marzo, se lanzó «Home with You» como el tercer y último sencillo del EP. 
En agosto de 2018, la canción alcanzó el puesto número 21 en la lista Mainstream Top 40 de Billboard, convirtiéndola en la única solista femenina en las listas sin un sello musical importante. Hizo su debut oficial en el festival Lollapalooza el 2 de agosto de 2018 en Chicago. Beer apareció en «Blame It On Love», una canción del séptimo álbum de estudio del DJ francés David Guetta 7. El desarrollador de videojuegos Riot Games lanzó una canción y un video musical para «Pop/Stars» el 3 de noviembre de 2018. La canción es interpretada por Beer, Miyeon y Soyeon de (G)I-DLE y Jaira Burns bajo un grupo virtual de K-pop llamado K/DA. Esta canción se usó como tema principal para el juego en línea League of Legends hacia fines de 2018. Su EP alcanzó su punto máximo en el número 93 en la lista de Billboard 200, y la posición 62 en Canadá. El 9 de noviembre de 2018, Beer lanzó «Hurts Like Hell» con el rapero estadounidense Offset, miembro del grupo Migos.
Beer apareció en «All Day and Night» de los DJ Jax Jones y Martin Solveig bajo su alias Europa. Esta canción fue lanzada el 28 de marzo de 2019. El 17 de mayo de 2019, Beer lanzó el sencillo «Dear Society». Inicialmente, el sencillo estaba destinado a ser incluido en la lista de canciones de su álbum debut, pero finalmente se eliminó de la lista final de canciones. El 9 de agosto de 2019, Beer anunció en su cuenta de Instagram que había firmado con Epic Records.

En enero de 2020, lanzó «Good in Goodbye» como el sencillo principal de su álbum de estudio debut, Life Support. Esto fue seguido por su segundo sencillo «Selfish» y el sencillo promocional «Stained Glass». El primero más tarde sería certificado con disco de oro por la Recording Industry Association of America (RIAA) en los Estados Unidos. Lanzó el tercer sencillo del álbum, «Baby», el 21 de agosto de 2020, junto con el video musical. En septiembre de 2020, la marca de cosméticos Morphe lanzó una colección con Beer llamada Morphe x Madison Beer. En octubre, repitió su papel en K/DA como Evelynn y apareció en dos pistas del EP All Out: «More» junto con la formación original y Lexie Liu, y también «Villain», que también presenta a la cantante alemana Kim Petras. El cuarto sencillo, «Boyshit», se lanzó en diciembre de 2020. Junto con el lanzamiento de la canción, anunció la fecha de lanzamiento del álbum. Beer fue anunciada como el nuevo artista LIFT de Vevo en diciembre de 2020. En apoyo de la campaña, ese mismo mes se lanzaron presentaciones en vivo de los sencillos anteriores «Selfish» y «Boyshit». En enero de 2021, se estrenó un cortometraje para la campaña titulado Dreams Look Different in the Distance.

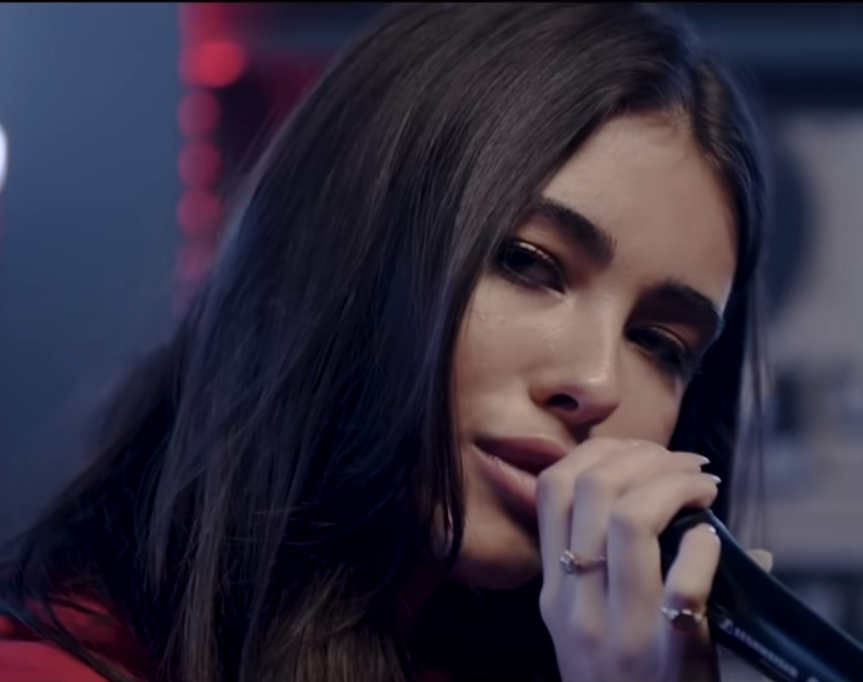
Beer actuando en 2019.

Life Support fue lanzado el 26 de febrero de 2021. El álbum recibió críticas generalmente favorables con Dani Blum de Pitchfork calificándolo de «ambicioso pero superficial, aparentemente con la intención de demostrar su propia seriedad». Hannah Mylrea de NME fue más favorable y le dio 4/5 estrellas. Mike DeWald, de Riff Magazine, le dio al álbum un 8/10 y dijo: «Puede que hayan sido años de preparación, pero el primer álbum de Madison Beer vale la espera para los fanáticos del pop». El álbum debutó en el número sesenta y cinco en el Billboard 200 de Estados Unidos y también alcanzó su punto máximo entre los treinta primeros en las listas de álbumes canadienses y OCC UK Albums. Ese mismo mes, Beer confirmó en una entrevista de podcast con The Zach Sang Show que ya había comenzado a trabajar en el seguimiento de Life Support y dijo: «Ya tenemos siete canciones en el segundo álbum y tuvimos cuatro días de un campamento de escritura». En mayo de 2021, anunció una gira por Norteamérica, titulada The Life Support Tour, en apoyo de su álbum, sin embargo, el mes siguiente la extendió a una etapa europea. Maggie Lindemann y el músico Audriix actuaron como teloneros de la etapa norteamericana, mientras que Leah Kate actuó como telonera europea. La gira comenzó a fines de octubre de ese año en Toronto, Canadá, y finalizó a fines de noviembre en Los Ángeles, y la etapa europea comenzó a fines de marzo de 2022 en Madrid, España, y concluyó a fines de abril en Oslo, Noruega. Beer reveló a Manchester Evening News que su próximo segundo álbum de estudio «se estaba armando muy bien» y que estaba trabajando en canciones para él. Lanzó la canción «Reckless» el 3 de junio de 2021, con la intención de ser el sencillo principal de su próximo segundo álbum de estudio. La canción fue recibida con elogios de la crítica por su contenido lírico y vulnerabilidad, y alcanzó su punto máximo entre los cuarenta primeros en el Mainstream Top 40 de Billboard. Más tarde ese mes, Beer cofundó Know Beauty, una marca de cuidado de la piel basada en la personalización del ADN, con Vanessa Hudgens. En agosto, lanzó una colección de ropa inspirada en los años 90 en colaboración con el minorista de moda de comercio electrónico británico Bohoo. El 4 de noviembre de 2021, Beer lanzó su primera canción de la banda sonora, «Room For You», como parte del álbum de la banda sonora de la película Clifford the Big Red Dog, que se lanzó más tarde ese mes.
En julio de 2022, Beer apareció en un cameo junto con varias personalidades de Internet en el video musical de «Dolls», la canción principal y el tercer sencillo del EP debut de la cantante y personalidad de las redes sociales Bella Poarch del mismo nombre. El 22 de julio de 2022, Beer lanzó la canción de la banda sonora, «I Have Never Felt More Alive», para la película Fall, protagonizada por Jeffrey Dean Morgan y Virginia Gardner de Lionsgate.
Beer lanzó «Dangerous» como sencillo principal de su segundo álbum de estudio el 26 de agosto de 2022. Le siguió «Showed Me (How I Fell in Love with You)» el 14 de octubre de 2022. En febrero de 2023, Beer anunció sus memorias The Half of It, que fueron publicadas por HarperCollins el 25 de abril de 2023. En mayo, anunció el lanzamiento de su sencillo «Home to Another One» el 2 de junio de 2023 y su segundo álbum de estudio Silence Between Songs el 15 de septiembre de 2023.

## Influencias musicales
Beer ha declarado que sus inspiraciones en su música y composición son Lana Del Rey, Daft Punk, Melanie Martinez y Ariana Grande. Cuando se le preguntó si se inspiró en Grande, Beer respondió: «Quiero decir, sabes que Ariana ha sido una de mis personas favoritas por mucho tiempo, durante gran parte de mi carrera, incluso justo antes de mi carrera, así que estoy segura de que definitivamente me influenció, mucho [...] Pero odio esta narrativa que se está impulsando sobre mí y ella, ya sabes, que es un poco como esta cosa de la competencia, es como: es alguien a quien idolatro y alguien a quien admiro».

## Vida personal

### Sexualidad y relaciones
En 2016, Beer habló sobre su sexualidad en un chat de YouNow y dijo: «No soy lesbiana, pero definitivamente amo a las chicas» y que ha estado enamorada de una mujer en el pasado. Abordó su sexualidad nuevamente en una transmisión en vivo de TikTok de marzo de 2020, afirmando que es bisexual: «'¿Eres bi?' Sí, salí como hace 4 o 3 años, diría. La gente siempre me pregunta eso, y yo digo que he respondido esta pregunta tantas veces. Es un poco raro [...] Soy bi, siempre sido, no es nada nuevo».
Beer estuvo en una relación con Jack Gilinsky de Jack & Jack de 2015 a 2017. Salió brevemente con Brooklyn Beckham después de su ruptura con Gilinsky. Estuvo en una relación intermitente con Zack Bia desde finales de 2017 hasta principios de 2019.

### Salud mental
Beer ha luchado con problemas de salud mental y ha declarado que las redes sociales e Internet han contribuido a ellos. Se ha autolesionado y le han diagnosticado un trastorno límite de la personalidad. Beer actualmente reside en Los Ángeles.[cita requerida]
Cuando Beer tenía 15 años, se filtraron en línea videos de ella desnuda. El incidente, que dice que le recordó el abuso sexual que experimentó cuando era niña, contribuyó a que desarrollara un trastorno de estrés postraumático (TEPT) y que intentara suicidarse dos veces.

## Discografía
Álbumes de estudio
- 2021: Life Support
- 2023: Silence Between Songs

Extended plays
- 2018: As She Pleases

## Giras musicales
- 2018: As She Pleases Tour
- 2021-2022: The Life Support Tour
- 2024: The Spinnin Tour
- 2024: The Encore Tour

## Filmografía

### Como actriz/personalidad
| Año  | Título                              | Rol            | Notas                       |
| ---- | ----------------------------------- | -------------- | --------------------------- |
| 2013 | Louder Than Words                   | Amy            | Película                    |
| 2015 | Todrick                             | Wendy          | Episodio: «Peter Perry»     |
| 2016 | Hollywood Medium With Tyler Henry   | Ella misma     | Aparición especial          |
| 2019 | Ridiculousness                      | Ella misma     | Aparición especial          |
| 2020 | RuPaul's Secret Celebrity Drag Race | Ella misma     | Episodio 4; concursante     |
| 2020 | RuPaul's Secret Celebrity Drag Race | Coral Fixation | Episodio 4; concursante     |
| 2020 | RuPaul's Drag Race All Stars        | Jueza invitada | Episodio: «I'm In Love!»    |
| 2023 | Good Mythical Morning               | Invitada       | Episodio: «Will it Cannoli» |

### Como intérprete
| Año  | Título                                 | Canciones                   | Notas |
| ---- | -------------------------------------- | --------------------------- | ----- |
| 2020 | Live with Kelly and Ryan               | «Selfish»                   |       |
| 2021 | The Tonight Show Starring Jimmy Fallon | «Boyshit»                   |       |
| 2021 | Life Support Live in Concert           | Canciones de Life Support   |       |
| 2021 | The Ellen DeGeneres Show               | «All I Have to Do Is Dream» |       |
| 2021 | The Ellen DeGeneres Show               | «Blue»                      |       |

## Libros
- The Half of It (2023)